# Kofun d'Imashirozuka

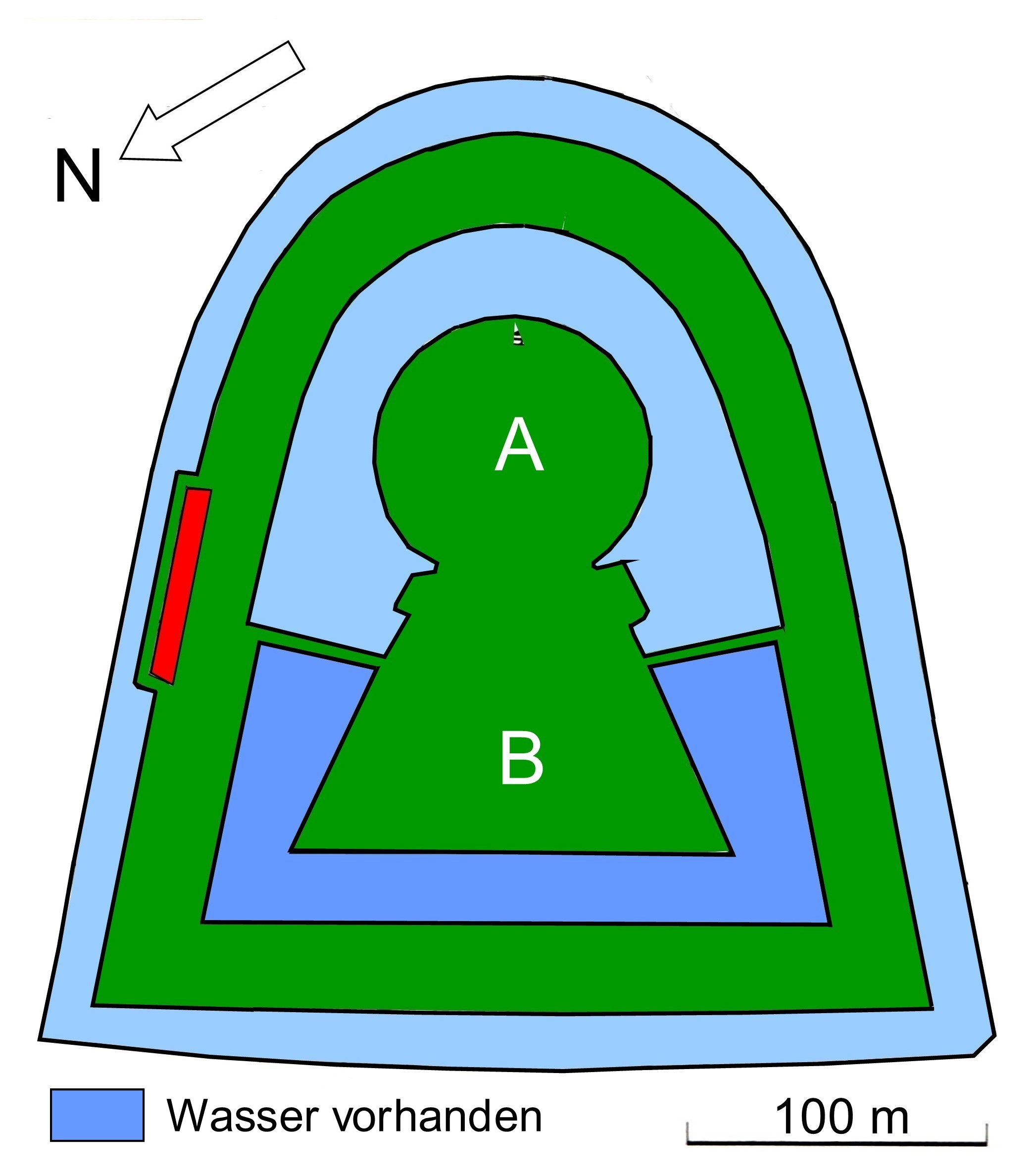
Plan du Kofun d'Imashirozuka

Le 'Kofun d'Imashirozuka' (今城塚古墳) est un kofun de la première moitié du VIe siècle, situé à Takatsuki, dans la préfecture d'Osaka, au Japon.

## Description
La zone centrale de la tombe, qui fait face au sud-est, a une forme en "trou de serrure" typique. Elle se compose d'une partie ronde (後円部) connectée à une partie triangulaire (前方). L'ensemble fait 190 m de long, ce qui donne avec les tranchées doubles une longueur totale de 330 m. L’étude du Nihon shoki, de l'Engishiki et d'autres textes font penser que l'empereur Keitai y a été probablement enterré.

## Vestiges
En 1997, la ville de Takatsuki a entamé une étude à grande échelle du site en lien avec la création d'un parc historique. Un grand nombre de haniwa ont été mis au jour, ce qui montre que la tombe était celle d'une personne importante. Les haniwa, qui ont été excavés de l'anneau intermédiaire, comprennent également des formes de maison, et ont une taille de 1,70 m. Ils sont parmi les plus grands du genre au Japon. Il y a 136 pièces au total. Ils étaient organisés en rangées ou en groupes, de sorte qu'ils pourraient être une réplique de la cérémonie d'enterrement d'une personne importante.
Au nord-ouest, les fours de production des haniwa ont été trouvés.

## Protection
Ce site (新池埴輪製作遺跡 ) est également classé comme site historique du Japon.

## Galerie

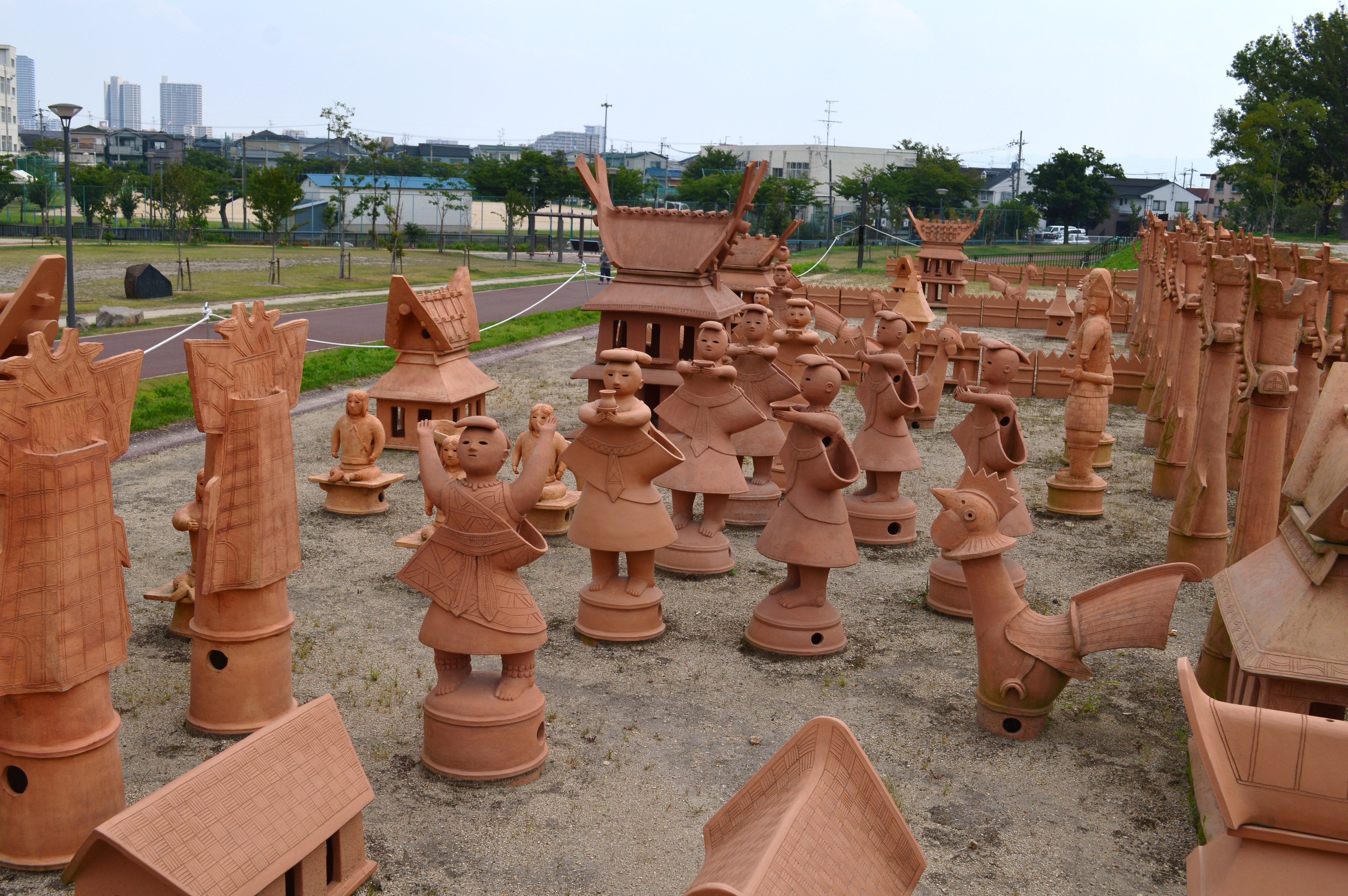
Groupe de haniwa (répliques)
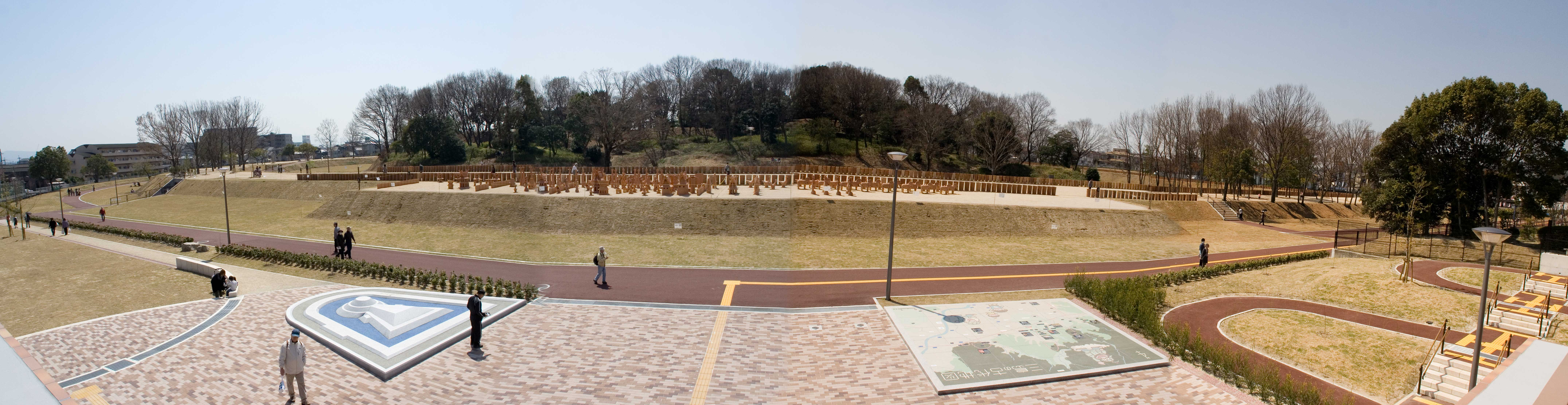
Vue du complexe funéraire
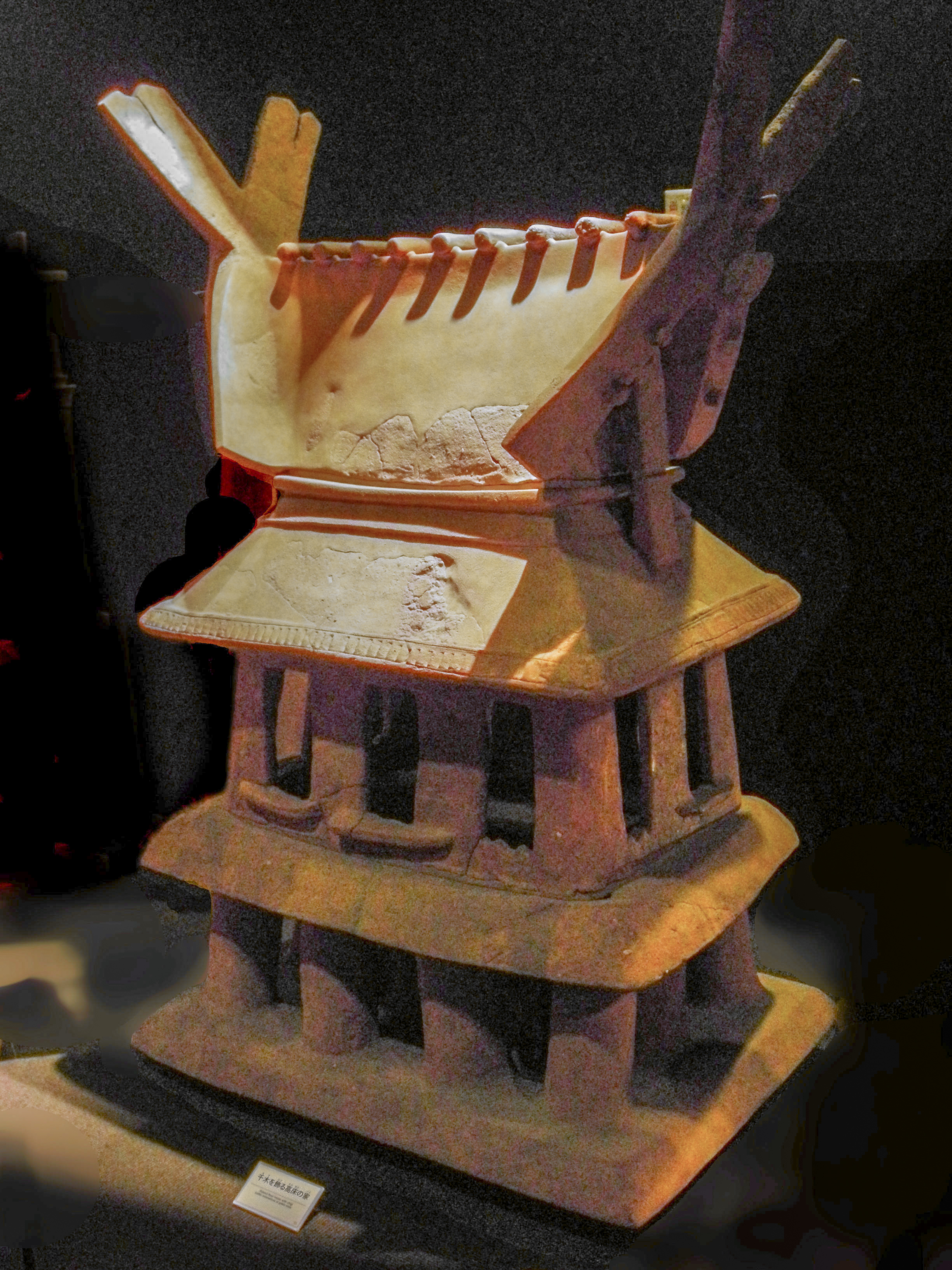
Haniwa en forme de maison